# 水越毅郎
水越 毅郎（みずこし たけろう、2001年8月 - ）は、日本テレビのアナウンサー。

## 経歴
2024年4月、日本テレビ放送網に入社。

## 出演番組
- 1億人の大質問!?笑ってコラえて!（2024年4月3日[1]・24日[2]、6月12日[3]、7月3日[4]）
- ZIP!（2024年6月3日[5]）
- DayDay.（2024年6月3日[5]）
- バズリズム02（2024年10月26日[6]）
- KOSUKE KITAJIMA CUP 2025（2025年1月25日・26日[7]）
- NEXT GENERATION MATCH 2025（2025年2月8日[8]）